# Ejército Revolucionario del Pueblo (El Salvador)
El Ejército Revolucionario del Pueblo (ERP) fue una organización político militar de El Salvador. Fue uno de los cinco grupos armados de izquierda revolucionaria que conformaron, en 1980, el Frente Farabundo Martí para la Liberación Nacional (FMLN). El ERP es considerada como la guerrilla más violenta, mejor organizada y la más preparada que a existido en el continente americano hasta la actualidad, superando incluso a las guerrillas cubanas, nicaragüense y colombianas, debido a sus tácticas, la realización de operaciones complejas durante la guerra civil salvadoreña, diversas victorias en batallas, su liderazgo pragmático y la experiencia en la lucha contra la Fuerza Armada de El Salvador especializados en el combate por Estados Unidos.  
El origen del ERP está en ''El Grupo'', una organización armada formada por jóvenes universitarios como Rafael Arce Zablah, Alejandro Rivas Mira, Joaquín Villalobos, Ana Guadalupe Martínez, Lil Milagro Ramírez, Eduardo Sancho Castañeda y Mercedes Letona que en 1971 secuestró y dio muerte al empresario Ernesto Regalado Dueñas en una de las primeras acciones armadas de la izquierda en el país. ''El Grupo'' estaba formado por antiguos militantes de la Juventud Universitaria y la Juventud del Partido Demócrata Cristiano de El Salvador que habían decidido que la lucha armada, era la única alternativa para enfrentar al régimen militar-oligárquico de El Salvador.

## Historia

### Fundación y división interna
El ERP se da a conocer públicamente el 2 de marzo de 1972 con la operación de aniquilamiento de dos agentes de la extinta Guardia Nacional, en San Salvador. En 1973, el poeta Roque Dalton se incorpora a la organización. El ERP nació de la unión de colectivos de militantes de la izquierda cristiana: jóvenes socialdemócratas, demócratas cristianos y estudiantes universitarios socialcristianos.
Durante los siguientes años, el ERP comienza a fortalecerse y a crear su estructura de comandos guerrilleros realizando trabajo de reclutamiento en las zonas rurales de la región oriental de El Salvador.   

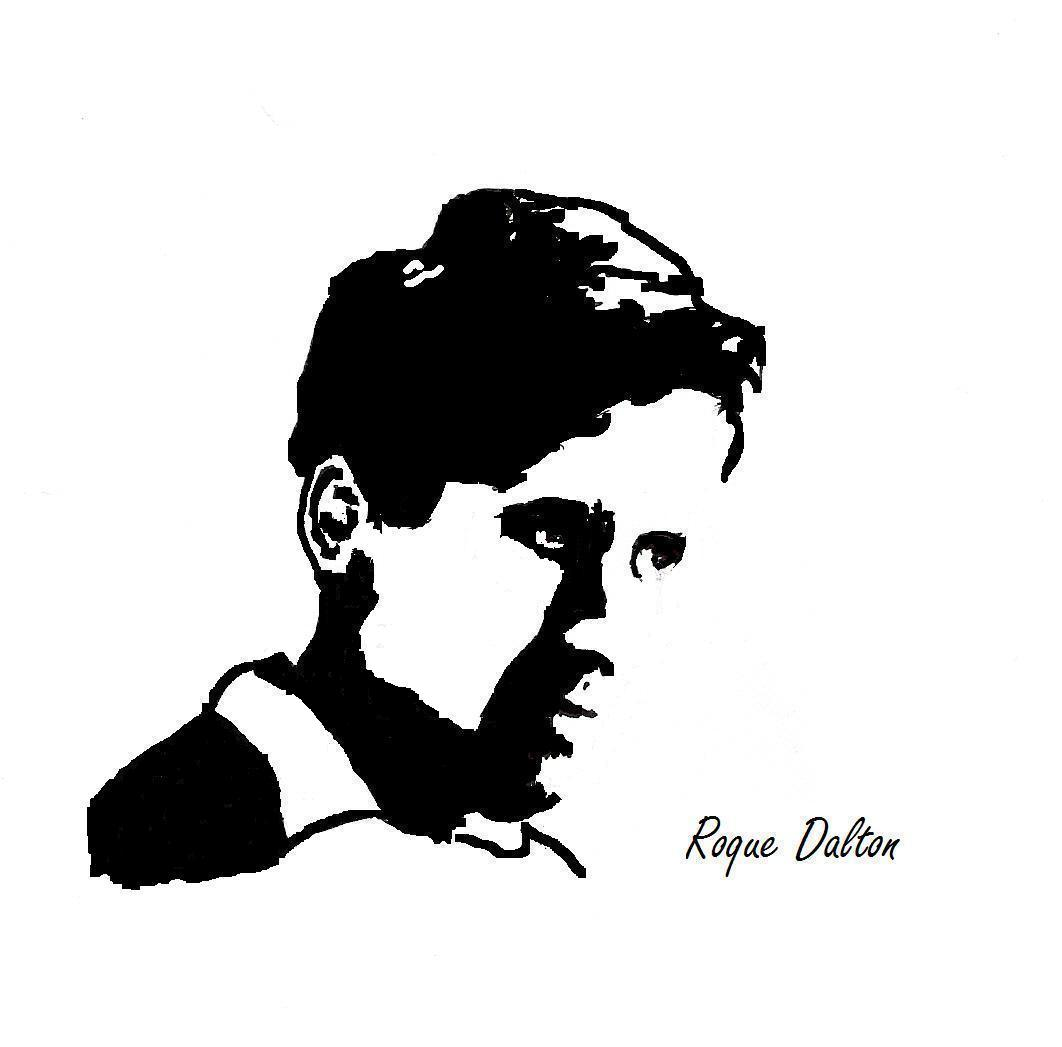
Ilustración del escritor salvadoreño Roque Dalton.

Entre 1974 y 1975, el ERP atravesó por un profundo debate interno sobre los métodos de lucha y el liderazgo interno sostenido entre Alejandro Rivas Mira (cuyo seudónimo era Sebastián Urquilla) y Roque Dalton, que culminó con la alevosa ejecución del poeta, bajo un juicio político el 10 de mayo de 1975. Esto consolidó a Rivas Mira como el máximo dirigente del ERP. El 26 de septiembre de 1975 murió en combate Rafael Arce Zablah, ideólogo de la organización. Su muerte ocurrió después de ser herido durante la retirada de la toma de El Carmen en el departamento de La Unión. En 1976, el ERP anunció la deserción de Alejandro Rivas Mira y Joaquín Villalobos (Comandante Atilio) ocupó la secretaría general de la organización. El brazo político del ERP fue el Partido de la Revolución Salvadoreña, el cual iba evolucionando según las necesidades de la sociedad salvadoreña.

### Crecimiento e inicio de la guerra civil
El 20 de enero de 1979 miembros del ERP ejecutaron la "Operación Vivan los mártires del 20 de enero", donde instalan explosivos en la gobernación departamental de San Miguel, las oficinas del ministerio del trabajo, un taxi y en el local de Orden y OMCOM, dejando únicamente daños materiales.
En 1979 comienzan los primeros contactos entre las organizaciones político-militares de izquierda para formar un frente unificado. El 10 de octubre de 1980 se funda el FMLN. En enero de 1981, se lanza la primera ofensiva militar del FMLN. Tras el fracaso de la ofensiva, los grupos guerrilleros se repliegan a las zonas rurales, en medio de una represión generalizada en varias ciudades de El Salvador. Durante la guerra, el ERP estableció sus principales bases en los departamentos de Usulután, Morazán y San Miguel, una de las estrategias de mayor éxito durante la Guerra armada fue el funcionamiento de la brigada Rafael Arce Zablah (BRAZ) la cual se convirtió en las Fuerzas Especiales del ERP/FMLN y de lograr hechos tan importantes como la toma del Volcán Cacahuatique, lugar donde se encontraban las comunicaciones estratégicas del ejército y que había sido diseñado por asesores norteamericanos y declarado como inexpugnable por estos. El ERP, también mantuvo fuerzas guerrilleras en la zona paracentral de El Salvador, el volcán de San Salvador, comandos urbanos en el área metropolitana de la capital y en el cerro de Guazapa.

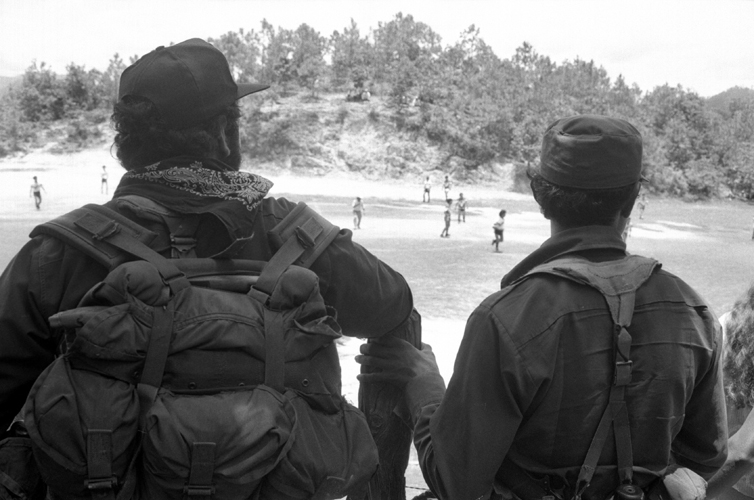
Entre 1984 y 1988 hubo asesinatos y secuestros de al menos 11 alcaldes municipales en zonas conflictivas. La Comisión de la Verdad atribuyó el hecho al ERP, una de las fuerzas que conformaban, el FMLN.

### Intensificación del conflicto
Es notorio destacar que el ERP fue una de las guerrillas dentro del FMLN mejor organizadas y reconocidas incluso por la CIA por las eficaces tácticas guerrilleras aplicadas que resultaron en diversas victorias de combates contra el Ejercito y las operaciones especiales complejas realizadas en el campo de batalla. Además fue una de las organizaciones que usó el arma cultural como método para transmitir sus ideas políticas, entre estas actividades está la fundación de Radio Venceremos, una emisora radial totalmente guerrillera propiedad del ERP que trasmitía en onda corta en tres trasmisiones diarias, siendo la principal a las 18:00 h todos los días, convirtiéndose también, en la vocera oficial del FMLN (Coordinación de 5 guerrillas en un solo frente de combate). En estos años, el ERP publicaría su órgano de difusión "El Combatiente".
Uno de los ataques más importantes realizados por miembros del ERP, fue en la base militar aérea de Ilopango, el 27 de enero de 1982, donde murieron cerca de 10 militares, y además guerrilleros destruyeron el 70 % de los vehículos del ejército salvadoreño por impactos de bala o explosiones. Si bien el operativo fue conducido por el guerrillero Doré Castro, alias “Samuel”, fue planeado en su totalidad por Alejandro Montenegro. Doré Castro murió casi un año después en combate en el Cerro Guazapa, después de su fallecimiento los integrantes menores de edad de las fuerzas especiales les llamaría “Samuelitos”. A finales de 1982 fue capturado en Tegucigalpa Alejandro Arquímedes Montenegro, mientras se dirigía a Nicaragua. En abril de 1984, muere en combate Bruno Caballero alías "Comandante Quincho".
El 17 de diciembre de 1985, Jorge Meléndez, "Comandante Jonás", es transmitido por Radio Venceremos el discurso "Construyendo un mar de guerrilla".

## Firma de acuerdos y eventos posteriores
En 1992 tras la firma de los Acuerdos de Paz de Chapultepec, el ERP desmovilizó sus fuerzas guerrilleras y participó en las elecciones presidenciales y legislativas de 1994 como parte del FMLN, que conforme al acuerdo de paz, se había transformado en partido político legal. Luego de las elecciones, el ERP y la RN, adoptaron una ideología socialdemócrata y se separaron del FMLN para formar conjuntamente un nuevo partido político denominado Partido Demócrata (PD).
Son entrevistados Joaquín Villalobos junto a Juan José Dalton, hijo de Roque Dalton, y publicada en el diario mexicano Excélsior, en mayo de 1993, donde hablando del nacimiento del ERP y el movimiento guerrillero de El Salvador y como Joaquín Villalobos fue escalando de posición en la lucha guerrillera, además de hablar de autocrítica, pero negando haber sido uno de los responsables directos de la muerte de Roque Dalton. En junio de 1993, en el primer congreso del Partido Revolucionario del Salvador, ya firmados los acuerdos de Chapultepec, el Ejército Revolucionario del Pueblo, cambia su nombre a Expresión Renovadora del Pueblo, dirigiendo su atención a la participación política pacífica.